# Gary Lineker
Gary Winston Lineker, OBE (sinh 30 tháng 11 năm 1960 tại Leicester) là một cựu cầu thủ bóng đá người Anh, người đã ghi 10 bàn cho đội tuyển Anh tại hai kỳ World Cup và hiện là bình luận viên thể thao cho đài BBC. Ông cũng được biết đến là người quảng cáo cho nhãn hiệu Bimbim Walkers. Ở Barcelona ông là cầu thủ người Anh duy nhất trong lịch sử đã thi đấu cho câu lạc bộ này.
Khả năng chọn vị trí và sự thính nhạy trước khung thành khiến Lineker trở thành một trong những tay săn bàn xuất chúng nhất của bóng đá Anh. Lineker là cầu thủ có khả năng nắm bắt trận đấu và một quyết tâm cầu tiến. Năm 2004, Pelé bầu ông vào danh sách 125 cầu thủ còn sống xuất sắc nhất của bóng đá thế giới.
Ngoài tiếng Anh, Lineker có thể nói hai thứ tiếng là tiếng Tây Ban Nha và tiếng Nhật.

## Danh hiệu

### Câu lạc bộ
Leicester City
- Football League Second Division: 1979–80

Everton
- FA Charity Shield: 1985

Barcelona
- Copa del Rey: 1987–88
- European Cup Winners' Cup: 1988–89

Tottenham Hotspur
- FA Cup: 1990–91
- FA Charity Shield: 1991 (đồng đoạt cúp)[1]

### Quốc tế
Đội tuyển Anh
- FIFA World Cup Hạng tư:[2][3] 1990